# حمله هوایی عین الصاحب
حمله هوایی عین الصاحب (به انگلیسی: Ain es Saheb airstrike) در ۵ اکتبر ۲۰۰۳ رخ داد و اولین عملیات نظامی آشکار اسرائیل در سوریه از زمان جنگ یوم کیپور در سال ۱۹۷۳ بود.

## عمل
در واکنش به بمب‌گذاری انتحاری ۱۲ ساعت قبل در حیفا توسط جهاد اسلامی فلسطین، چهار فروند اسکادران اف-۱۶ نیروی هوایی اسرائیل به یک کمپ آموزشی شبه‌نظامیان فلسطینی در حدود ۲۴ کیلومتر (۱۵ مایل) شمال غربی پایتخت سوریه دمشق حمله کردند. بنا بر گزارش‌ها، در این حمله که اولین حمله در خاک سوریه توسط اسرائیل در نزدیک به ۳۰ گذشته بود یک نگهبان غیرنظامی مجروح شد. این جت‌ها در ساعت ۰۳:۰۰ از پایگاه هوایی رمات دیوید به پرواز درآمدند و قبل از چرخش به سمت شرق، بر فراز دریای مدیترانه به سمت شمال حرکت کردند، از خط ساحلی به لبنان عبور کردند و از سمت غرب به هدف نزدیک شدند. مشخص نیست که آیا هواپیما واقعاً از مرز به سوریه عبور کرده است یا خیر زیرا نوع دقیق مهمات مورد استفاده مشخص نیست و هدف نیز در نزدیکی مرز سوریه و لبنان واقع شده است.

## ادعاهای اردوگاه شبه‌نظامیان
نیروهای دفاعی اسرائیل (IDF) ادعا کردند که از این اردوگاه برای آموزش ساخت بمب و جنگ چریکی به نیروهای جدید استفاده می‌شد و تصاویری از اردوگاه را از تلویزیونی العربیه پخش کردند که صدها سلاح و تونل‌هایی مملو از سلاح و مهمات را نشان می‌داد. هم سوریه و هم جهاد اسلامی ادعاهای اسرائیل را تکذیب کردند، در حالی که یکی از مقامات فرماندهی کل جبهه مردمی برای آزادی فلسطین گفت که اردوگاه متعلق به گروه او است اما مدت هاست متروک شده است. اما منابع فلسطینی در بیروت گزارش می‌دهند که این مرکز متعلق به جبهه مردمی برای آزادی فلسطین و در همان زمان به عنوان پایگاه آموزشی برای جهاد اسلامی و حماس عمل می‌کرده است. همین منابع از وجود یک کارگاه تسلیحاتی در محل خبر دادند که مطابق با گزارش خلبانان بود که گفته بودند شاهد انفجارهای ثانویه بوده‌اند.